# Eupelmus axestias
Eupelmus axestias är en stekelart som beskrevs av Perkins 1910. Eupelmus axestias ingår i släktet Eupelmus och familjen hoppglanssteklar. Inga underarter finns listade i Catalogue of Life.